# 임희남
임희남(1984년 5월 29일 ~ )은 대한민국의 육상 선수이다.

## 수상 경력
- 2011년 홍콩 육상리그대회 남자 400m 계주 금메달[1]